# Iranildo Pereira
Iranildo Pereira de Oliveira (Santana do Cariri, 1º de dezembro de 1937 — Fortaleza, 6 de julho de 2022) foi um advogado, empresário e político brasileiro, outrora deputado federal pelo Ceará.

## Dados biográficos
Filho de Antônio Pereira de Oliveira e Adália Pereira da Silva. Advogado formado na Universidade Federal do Ceará em 1963, nesse mesmo ano tornou-se diretor do Departamento de Proteção ao Menor. Começou sua carreira política  como candidato a vice-prefeito de Santana do Cariri via PSD em 1962, mas não obteve êxito. Adversário político do Regime Militar de 1964, filiou-se ao MDB e nesta legenda figurou como suplente de deputado estadual em 1966 e 1970 e suplente de deputado federal em 1974. Eleito deputado federal em 1978, migrou para o PMDB com o retorno do pluripartidarismo em 1980 e ficou na suplência nos pleitos seguintes exercendo o mandato sob convocação, assim como perdeu a eleição para deputado estadual em 1990. Em 2006 foi candidato a vice-governador do Ceará pelo PL, mas não obteve êxito.
Atividades políticas à parte, Iranildo Pereira também era empresário.